# Никончук Валентина Григорівна
Валентина Григорівна Никончук (нар. 19 листопада 1940) — українська радянська діячка, живописець Полонського заводу художньої кераміки Хмельницької області. Депутат Верховної Ради СРСР 9—11-го скликань.

## Біографія
Освіта середня.
З 1958 року — живописець Полонського заводу художньої кераміки виробничого об'єднання «Фарфор» міста Полонне Хмельницької області.
Потім — на пенсії в місті Полонне Хмельницької області.

## Нагороди
- орден «Знак Пошани»
- орден Трудової Слави ІІІ ст.
- медаль «За добесну працю. В ознаменування 100-річчя з дня народження Володимира Ілліча Леніна» (1970)
- медалі